# Andrzej Zawisza (zm. 1604)
Andrzej Zawisza Kieżgajło herbu Łabędź (zm. w lutym 1604) – podskarbi ziemski litewski w 1598, wojewoda miński w 1596.
Syn Melchiora Zawiszy (zm. 1592) kasztelana witebskiego i Doroty z Samson Podbereskich. Wychowany w rodzinie kalwińskiej ok. 1595 przeszedł na katolicyzm.